# Amos Burn
Amos Burn (Kingston upon Hull, 31 dicembre 1848 – Hammersmith, 25 novembre 1925) è stato uno scacchista inglese.
Si trasferì a Londra all'età di 21 anni e prese lezioni di scacchi da Wilhelm Steinitz. Come il suo maestro divenne noto per le sue notevoli capacità difensive. Nel suo libro La pratica del mio sistema Aaron Nimzowitsch lo pone tra i primi sei giocatori "puramente difensivi".
A 25 anni vinse il campionato di Liverpool. In seguito ottenne ottimi risultati in vari tornei organizzati dalla British Chess Association (BCA): = 1º a Londra 1870, 2º a Glasgow 1875, = 1º con Blackburne a Londra 1886, 1º a Nottingham 1886, 3º a Belfast nello stesso anno. L'anno successivo fu = 1º con Gunsberg nel torneo di Londra, davanti a Blackburne e Zukertort.
Nel 1889 si classificò 5º nel fortissimo torneo di New York (vinto da Čigorin e Weiss) davanti a quindici maestri; 2º a Breslavia  1889 dietro a Tarrasch, 1º ad Amsterdam nello stesso anno davanti a Lasker, 1º a Craigside nel 1897.
|   | a | b | c | d | e | f | g | h |   |
| 8 | c8 donna del nero · a7 pedone del nero · b7 pedone del nero · c7 torre del nero · g7 re del nero · d6 pedone del nero · a5 pedone del bianco · c5 pedone del nero · d5 pedone del bianco · e5 pedone del nero · g5 alfiere del nero · h5 alfiere del bianco · c4 pedone del bianco · h4 cavallo del nero · b3 pedone del bianco · h3 pedone del bianco · d2 donna del bianco · f2 pedone del bianco · h2 re del bianco · g1 torre del bianco | c8 donna del nero · a7 pedone del nero · b7 pedone del nero · c7 torre del nero · g7 re del nero · d6 pedone del nero · a5 pedone del bianco · c5 pedone del nero · d5 pedone del bianco · e5 pedone del nero · g5 alfiere del nero · h5 alfiere del bianco · c4 pedone del bianco · h4 cavallo del nero · b3 pedone del bianco · h3 pedone del bianco · d2 donna del bianco · f2 pedone del bianco · h2 re del bianco · g1 torre del bianco | c8 donna del nero · a7 pedone del nero · b7 pedone del nero · c7 torre del nero · g7 re del nero · d6 pedone del nero · a5 pedone del bianco · c5 pedone del nero · d5 pedone del bianco · e5 pedone del nero · g5 alfiere del nero · h5 alfiere del bianco · c4 pedone del bianco · h4 cavallo del nero · b3 pedone del bianco · h3 pedone del bianco · d2 donna del bianco · f2 pedone del bianco · h2 re del bianco · g1 torre del bianco | c8 donna del nero · a7 pedone del nero · b7 pedone del nero · c7 torre del nero · g7 re del nero · d6 pedone del nero · a5 pedone del bianco · c5 pedone del nero · d5 pedone del bianco · e5 pedone del nero · g5 alfiere del nero · h5 alfiere del bianco · c4 pedone del bianco · h4 cavallo del nero · b3 pedone del bianco · h3 pedone del bianco · d2 donna del bianco · f2 pedone del bianco · h2 re del bianco · g1 torre del bianco | c8 donna del nero · a7 pedone del nero · b7 pedone del nero · c7 torre del nero · g7 re del nero · d6 pedone del nero · a5 pedone del bianco · c5 pedone del nero · d5 pedone del bianco · e5 pedone del nero · g5 alfiere del nero · h5 alfiere del bianco · c4 pedone del bianco · h4 cavallo del nero · b3 pedone del bianco · h3 pedone del bianco · d2 donna del bianco · f2 pedone del bianco · h2 re del bianco · g1 torre del bianco | c8 donna del nero · a7 pedone del nero · b7 pedone del nero · c7 torre del nero · g7 re del nero · d6 pedone del nero · a5 pedone del bianco · c5 pedone del nero · d5 pedone del bianco · e5 pedone del nero · g5 alfiere del nero · h5 alfiere del bianco · c4 pedone del bianco · h4 cavallo del nero · b3 pedone del bianco · h3 pedone del bianco · d2 donna del bianco · f2 pedone del bianco · h2 re del bianco · g1 torre del bianco | c8 donna del nero · a7 pedone del nero · b7 pedone del nero · c7 torre del nero · g7 re del nero · d6 pedone del nero · a5 pedone del bianco · c5 pedone del nero · d5 pedone del bianco · e5 pedone del nero · g5 alfiere del nero · h5 alfiere del bianco · c4 pedone del bianco · h4 cavallo del nero · b3 pedone del bianco · h3 pedone del bianco · d2 donna del bianco · f2 pedone del bianco · h2 re del bianco · g1 torre del bianco | c8 donna del nero · a7 pedone del nero · b7 pedone del nero · c7 torre del nero · g7 re del nero · d6 pedone del nero · a5 pedone del bianco · c5 pedone del nero · d5 pedone del bianco · e5 pedone del nero · g5 alfiere del nero · h5 alfiere del bianco · c4 pedone del bianco · h4 cavallo del nero · b3 pedone del bianco · h3 pedone del bianco · d2 donna del bianco · f2 pedone del bianco · h2 re del bianco · g1 torre del bianco | 8 |
| 7 | c8 donna del nero · a7 pedone del nero · b7 pedone del nero · c7 torre del nero · g7 re del nero · d6 pedone del nero · a5 pedone del bianco · c5 pedone del nero · d5 pedone del bianco · e5 pedone del nero · g5 alfiere del nero · h5 alfiere del bianco · c4 pedone del bianco · h4 cavallo del nero · b3 pedone del bianco · h3 pedone del bianco · d2 donna del bianco · f2 pedone del bianco · h2 re del bianco · g1 torre del bianco | c8 donna del nero · a7 pedone del nero · b7 pedone del nero · c7 torre del nero · g7 re del nero · d6 pedone del nero · a5 pedone del bianco · c5 pedone del nero · d5 pedone del bianco · e5 pedone del nero · g5 alfiere del nero · h5 alfiere del bianco · c4 pedone del bianco · h4 cavallo del nero · b3 pedone del bianco · h3 pedone del bianco · d2 donna del bianco · f2 pedone del bianco · h2 re del bianco · g1 torre del bianco | c8 donna del nero · a7 pedone del nero · b7 pedone del nero · c7 torre del nero · g7 re del nero · d6 pedone del nero · a5 pedone del bianco · c5 pedone del nero · d5 pedone del bianco · e5 pedone del nero · g5 alfiere del nero · h5 alfiere del bianco · c4 pedone del bianco · h4 cavallo del nero · b3 pedone del bianco · h3 pedone del bianco · d2 donna del bianco · f2 pedone del bianco · h2 re del bianco · g1 torre del bianco | c8 donna del nero · a7 pedone del nero · b7 pedone del nero · c7 torre del nero · g7 re del nero · d6 pedone del nero · a5 pedone del bianco · c5 pedone del nero · d5 pedone del bianco · e5 pedone del nero · g5 alfiere del nero · h5 alfiere del bianco · c4 pedone del bianco · h4 cavallo del nero · b3 pedone del bianco · h3 pedone del bianco · d2 donna del bianco · f2 pedone del bianco · h2 re del bianco · g1 torre del bianco | c8 donna del nero · a7 pedone del nero · b7 pedone del nero · c7 torre del nero · g7 re del nero · d6 pedone del nero · a5 pedone del bianco · c5 pedone del nero · d5 pedone del bianco · e5 pedone del nero · g5 alfiere del nero · h5 alfiere del bianco · c4 pedone del bianco · h4 cavallo del nero · b3 pedone del bianco · h3 pedone del bianco · d2 donna del bianco · f2 pedone del bianco · h2 re del bianco · g1 torre del bianco | c8 donna del nero · a7 pedone del nero · b7 pedone del nero · c7 torre del nero · g7 re del nero · d6 pedone del nero · a5 pedone del bianco · c5 pedone del nero · d5 pedone del bianco · e5 pedone del nero · g5 alfiere del nero · h5 alfiere del bianco · c4 pedone del bianco · h4 cavallo del nero · b3 pedone del bianco · h3 pedone del bianco · d2 donna del bianco · f2 pedone del bianco · h2 re del bianco · g1 torre del bianco | c8 donna del nero · a7 pedone del nero · b7 pedone del nero · c7 torre del nero · g7 re del nero · d6 pedone del nero · a5 pedone del bianco · c5 pedone del nero · d5 pedone del bianco · e5 pedone del nero · g5 alfiere del nero · h5 alfiere del bianco · c4 pedone del bianco · h4 cavallo del nero · b3 pedone del bianco · h3 pedone del bianco · d2 donna del bianco · f2 pedone del bianco · h2 re del bianco · g1 torre del bianco | c8 donna del nero · a7 pedone del nero · b7 pedone del nero · c7 torre del nero · g7 re del nero · d6 pedone del nero · a5 pedone del bianco · c5 pedone del nero · d5 pedone del bianco · e5 pedone del nero · g5 alfiere del nero · h5 alfiere del bianco · c4 pedone del bianco · h4 cavallo del nero · b3 pedone del bianco · h3 pedone del bianco · d2 donna del bianco · f2 pedone del bianco · h2 re del bianco · g1 torre del bianco | 7 |
| 6 | c8 donna del nero · a7 pedone del nero · b7 pedone del nero · c7 torre del nero · g7 re del nero · d6 pedone del nero · a5 pedone del bianco · c5 pedone del nero · d5 pedone del bianco · e5 pedone del nero · g5 alfiere del nero · h5 alfiere del bianco · c4 pedone del bianco · h4 cavallo del nero · b3 pedone del bianco · h3 pedone del bianco · d2 donna del bianco · f2 pedone del bianco · h2 re del bianco · g1 torre del bianco | c8 donna del nero · a7 pedone del nero · b7 pedone del nero · c7 torre del nero · g7 re del nero · d6 pedone del nero · a5 pedone del bianco · c5 pedone del nero · d5 pedone del bianco · e5 pedone del nero · g5 alfiere del nero · h5 alfiere del bianco · c4 pedone del bianco · h4 cavallo del nero · b3 pedone del bianco · h3 pedone del bianco · d2 donna del bianco · f2 pedone del bianco · h2 re del bianco · g1 torre del bianco | c8 donna del nero · a7 pedone del nero · b7 pedone del nero · c7 torre del nero · g7 re del nero · d6 pedone del nero · a5 pedone del bianco · c5 pedone del nero · d5 pedone del bianco · e5 pedone del nero · g5 alfiere del nero · h5 alfiere del bianco · c4 pedone del bianco · h4 cavallo del nero · b3 pedone del bianco · h3 pedone del bianco · d2 donna del bianco · f2 pedone del bianco · h2 re del bianco · g1 torre del bianco | c8 donna del nero · a7 pedone del nero · b7 pedone del nero · c7 torre del nero · g7 re del nero · d6 pedone del nero · a5 pedone del bianco · c5 pedone del nero · d5 pedone del bianco · e5 pedone del nero · g5 alfiere del nero · h5 alfiere del bianco · c4 pedone del bianco · h4 cavallo del nero · b3 pedone del bianco · h3 pedone del bianco · d2 donna del bianco · f2 pedone del bianco · h2 re del bianco · g1 torre del bianco | c8 donna del nero · a7 pedone del nero · b7 pedone del nero · c7 torre del nero · g7 re del nero · d6 pedone del nero · a5 pedone del bianco · c5 pedone del nero · d5 pedone del bianco · e5 pedone del nero · g5 alfiere del nero · h5 alfiere del bianco · c4 pedone del bianco · h4 cavallo del nero · b3 pedone del bianco · h3 pedone del bianco · d2 donna del bianco · f2 pedone del bianco · h2 re del bianco · g1 torre del bianco | c8 donna del nero · a7 pedone del nero · b7 pedone del nero · c7 torre del nero · g7 re del nero · d6 pedone del nero · a5 pedone del bianco · c5 pedone del nero · d5 pedone del bianco · e5 pedone del nero · g5 alfiere del nero · h5 alfiere del bianco · c4 pedone del bianco · h4 cavallo del nero · b3 pedone del bianco · h3 pedone del bianco · d2 donna del bianco · f2 pedone del bianco · h2 re del bianco · g1 torre del bianco | c8 donna del nero · a7 pedone del nero · b7 pedone del nero · c7 torre del nero · g7 re del nero · d6 pedone del nero · a5 pedone del bianco · c5 pedone del nero · d5 pedone del bianco · e5 pedone del nero · g5 alfiere del nero · h5 alfiere del bianco · c4 pedone del bianco · h4 cavallo del nero · b3 pedone del bianco · h3 pedone del bianco · d2 donna del bianco · f2 pedone del bianco · h2 re del bianco · g1 torre del bianco | c8 donna del nero · a7 pedone del nero · b7 pedone del nero · c7 torre del nero · g7 re del nero · d6 pedone del nero · a5 pedone del bianco · c5 pedone del nero · d5 pedone del bianco · e5 pedone del nero · g5 alfiere del nero · h5 alfiere del bianco · c4 pedone del bianco · h4 cavallo del nero · b3 pedone del bianco · h3 pedone del bianco · d2 donna del bianco · f2 pedone del bianco · h2 re del bianco · g1 torre del bianco | 6 |
| 5 | c8 donna del nero · a7 pedone del nero · b7 pedone del nero · c7 torre del nero · g7 re del nero · d6 pedone del nero · a5 pedone del bianco · c5 pedone del nero · d5 pedone del bianco · e5 pedone del nero · g5 alfiere del nero · h5 alfiere del bianco · c4 pedone del bianco · h4 cavallo del nero · b3 pedone del bianco · h3 pedone del bianco · d2 donna del bianco · f2 pedone del bianco · h2 re del bianco · g1 torre del bianco | c8 donna del nero · a7 pedone del nero · b7 pedone del nero · c7 torre del nero · g7 re del nero · d6 pedone del nero · a5 pedone del bianco · c5 pedone del nero · d5 pedone del bianco · e5 pedone del nero · g5 alfiere del nero · h5 alfiere del bianco · c4 pedone del bianco · h4 cavallo del nero · b3 pedone del bianco · h3 pedone del bianco · d2 donna del bianco · f2 pedone del bianco · h2 re del bianco · g1 torre del bianco | c8 donna del nero · a7 pedone del nero · b7 pedone del nero · c7 torre del nero · g7 re del nero · d6 pedone del nero · a5 pedone del bianco · c5 pedone del nero · d5 pedone del bianco · e5 pedone del nero · g5 alfiere del nero · h5 alfiere del bianco · c4 pedone del bianco · h4 cavallo del nero · b3 pedone del bianco · h3 pedone del bianco · d2 donna del bianco · f2 pedone del bianco · h2 re del bianco · g1 torre del bianco | c8 donna del nero · a7 pedone del nero · b7 pedone del nero · c7 torre del nero · g7 re del nero · d6 pedone del nero · a5 pedone del bianco · c5 pedone del nero · d5 pedone del bianco · e5 pedone del nero · g5 alfiere del nero · h5 alfiere del bianco · c4 pedone del bianco · h4 cavallo del nero · b3 pedone del bianco · h3 pedone del bianco · d2 donna del bianco · f2 pedone del bianco · h2 re del bianco · g1 torre del bianco | c8 donna del nero · a7 pedone del nero · b7 pedone del nero · c7 torre del nero · g7 re del nero · d6 pedone del nero · a5 pedone del bianco · c5 pedone del nero · d5 pedone del bianco · e5 pedone del nero · g5 alfiere del nero · h5 alfiere del bianco · c4 pedone del bianco · h4 cavallo del nero · b3 pedone del bianco · h3 pedone del bianco · d2 donna del bianco · f2 pedone del bianco · h2 re del bianco · g1 torre del bianco | c8 donna del nero · a7 pedone del nero · b7 pedone del nero · c7 torre del nero · g7 re del nero · d6 pedone del nero · a5 pedone del bianco · c5 pedone del nero · d5 pedone del bianco · e5 pedone del nero · g5 alfiere del nero · h5 alfiere del bianco · c4 pedone del bianco · h4 cavallo del nero · b3 pedone del bianco · h3 pedone del bianco · d2 donna del bianco · f2 pedone del bianco · h2 re del bianco · g1 torre del bianco | c8 donna del nero · a7 pedone del nero · b7 pedone del nero · c7 torre del nero · g7 re del nero · d6 pedone del nero · a5 pedone del bianco · c5 pedone del nero · d5 pedone del bianco · e5 pedone del nero · g5 alfiere del nero · h5 alfiere del bianco · c4 pedone del bianco · h4 cavallo del nero · b3 pedone del bianco · h3 pedone del bianco · d2 donna del bianco · f2 pedone del bianco · h2 re del bianco · g1 torre del bianco | c8 donna del nero · a7 pedone del nero · b7 pedone del nero · c7 torre del nero · g7 re del nero · d6 pedone del nero · a5 pedone del bianco · c5 pedone del nero · d5 pedone del bianco · e5 pedone del nero · g5 alfiere del nero · h5 alfiere del bianco · c4 pedone del bianco · h4 cavallo del nero · b3 pedone del bianco · h3 pedone del bianco · d2 donna del bianco · f2 pedone del bianco · h2 re del bianco · g1 torre del bianco | 5 |
| 4 | c8 donna del nero · a7 pedone del nero · b7 pedone del nero · c7 torre del nero · g7 re del nero · d6 pedone del nero · a5 pedone del bianco · c5 pedone del nero · d5 pedone del bianco · e5 pedone del nero · g5 alfiere del nero · h5 alfiere del bianco · c4 pedone del bianco · h4 cavallo del nero · b3 pedone del bianco · h3 pedone del bianco · d2 donna del bianco · f2 pedone del bianco · h2 re del bianco · g1 torre del bianco | c8 donna del nero · a7 pedone del nero · b7 pedone del nero · c7 torre del nero · g7 re del nero · d6 pedone del nero · a5 pedone del bianco · c5 pedone del nero · d5 pedone del bianco · e5 pedone del nero · g5 alfiere del nero · h5 alfiere del bianco · c4 pedone del bianco · h4 cavallo del nero · b3 pedone del bianco · h3 pedone del bianco · d2 donna del bianco · f2 pedone del bianco · h2 re del bianco · g1 torre del bianco | c8 donna del nero · a7 pedone del nero · b7 pedone del nero · c7 torre del nero · g7 re del nero · d6 pedone del nero · a5 pedone del bianco · c5 pedone del nero · d5 pedone del bianco · e5 pedone del nero · g5 alfiere del nero · h5 alfiere del bianco · c4 pedone del bianco · h4 cavallo del nero · b3 pedone del bianco · h3 pedone del bianco · d2 donna del bianco · f2 pedone del bianco · h2 re del bianco · g1 torre del bianco | c8 donna del nero · a7 pedone del nero · b7 pedone del nero · c7 torre del nero · g7 re del nero · d6 pedone del nero · a5 pedone del bianco · c5 pedone del nero · d5 pedone del bianco · e5 pedone del nero · g5 alfiere del nero · h5 alfiere del bianco · c4 pedone del bianco · h4 cavallo del nero · b3 pedone del bianco · h3 pedone del bianco · d2 donna del bianco · f2 pedone del bianco · h2 re del bianco · g1 torre del bianco | c8 donna del nero · a7 pedone del nero · b7 pedone del nero · c7 torre del nero · g7 re del nero · d6 pedone del nero · a5 pedone del bianco · c5 pedone del nero · d5 pedone del bianco · e5 pedone del nero · g5 alfiere del nero · h5 alfiere del bianco · c4 pedone del bianco · h4 cavallo del nero · b3 pedone del bianco · h3 pedone del bianco · d2 donna del bianco · f2 pedone del bianco · h2 re del bianco · g1 torre del bianco | c8 donna del nero · a7 pedone del nero · b7 pedone del nero · c7 torre del nero · g7 re del nero · d6 pedone del nero · a5 pedone del bianco · c5 pedone del nero · d5 pedone del bianco · e5 pedone del nero · g5 alfiere del nero · h5 alfiere del bianco · c4 pedone del bianco · h4 cavallo del nero · b3 pedone del bianco · h3 pedone del bianco · d2 donna del bianco · f2 pedone del bianco · h2 re del bianco · g1 torre del bianco | c8 donna del nero · a7 pedone del nero · b7 pedone del nero · c7 torre del nero · g7 re del nero · d6 pedone del nero · a5 pedone del bianco · c5 pedone del nero · d5 pedone del bianco · e5 pedone del nero · g5 alfiere del nero · h5 alfiere del bianco · c4 pedone del bianco · h4 cavallo del nero · b3 pedone del bianco · h3 pedone del bianco · d2 donna del bianco · f2 pedone del bianco · h2 re del bianco · g1 torre del bianco | c8 donna del nero · a7 pedone del nero · b7 pedone del nero · c7 torre del nero · g7 re del nero · d6 pedone del nero · a5 pedone del bianco · c5 pedone del nero · d5 pedone del bianco · e5 pedone del nero · g5 alfiere del nero · h5 alfiere del bianco · c4 pedone del bianco · h4 cavallo del nero · b3 pedone del bianco · h3 pedone del bianco · d2 donna del bianco · f2 pedone del bianco · h2 re del bianco · g1 torre del bianco | 4 |
| 3 | c8 donna del nero · a7 pedone del nero · b7 pedone del nero · c7 torre del nero · g7 re del nero · d6 pedone del nero · a5 pedone del bianco · c5 pedone del nero · d5 pedone del bianco · e5 pedone del nero · g5 alfiere del nero · h5 alfiere del bianco · c4 pedone del bianco · h4 cavallo del nero · b3 pedone del bianco · h3 pedone del bianco · d2 donna del bianco · f2 pedone del bianco · h2 re del bianco · g1 torre del bianco | c8 donna del nero · a7 pedone del nero · b7 pedone del nero · c7 torre del nero · g7 re del nero · d6 pedone del nero · a5 pedone del bianco · c5 pedone del nero · d5 pedone del bianco · e5 pedone del nero · g5 alfiere del nero · h5 alfiere del bianco · c4 pedone del bianco · h4 cavallo del nero · b3 pedone del bianco · h3 pedone del bianco · d2 donna del bianco · f2 pedone del bianco · h2 re del bianco · g1 torre del bianco | c8 donna del nero · a7 pedone del nero · b7 pedone del nero · c7 torre del nero · g7 re del nero · d6 pedone del nero · a5 pedone del bianco · c5 pedone del nero · d5 pedone del bianco · e5 pedone del nero · g5 alfiere del nero · h5 alfiere del bianco · c4 pedone del bianco · h4 cavallo del nero · b3 pedone del bianco · h3 pedone del bianco · d2 donna del bianco · f2 pedone del bianco · h2 re del bianco · g1 torre del bianco | c8 donna del nero · a7 pedone del nero · b7 pedone del nero · c7 torre del nero · g7 re del nero · d6 pedone del nero · a5 pedone del bianco · c5 pedone del nero · d5 pedone del bianco · e5 pedone del nero · g5 alfiere del nero · h5 alfiere del bianco · c4 pedone del bianco · h4 cavallo del nero · b3 pedone del bianco · h3 pedone del bianco · d2 donna del bianco · f2 pedone del bianco · h2 re del bianco · g1 torre del bianco | c8 donna del nero · a7 pedone del nero · b7 pedone del nero · c7 torre del nero · g7 re del nero · d6 pedone del nero · a5 pedone del bianco · c5 pedone del nero · d5 pedone del bianco · e5 pedone del nero · g5 alfiere del nero · h5 alfiere del bianco · c4 pedone del bianco · h4 cavallo del nero · b3 pedone del bianco · h3 pedone del bianco · d2 donna del bianco · f2 pedone del bianco · h2 re del bianco · g1 torre del bianco | c8 donna del nero · a7 pedone del nero · b7 pedone del nero · c7 torre del nero · g7 re del nero · d6 pedone del nero · a5 pedone del bianco · c5 pedone del nero · d5 pedone del bianco · e5 pedone del nero · g5 alfiere del nero · h5 alfiere del bianco · c4 pedone del bianco · h4 cavallo del nero · b3 pedone del bianco · h3 pedone del bianco · d2 donna del bianco · f2 pedone del bianco · h2 re del bianco · g1 torre del bianco | c8 donna del nero · a7 pedone del nero · b7 pedone del nero · c7 torre del nero · g7 re del nero · d6 pedone del nero · a5 pedone del bianco · c5 pedone del nero · d5 pedone del bianco · e5 pedone del nero · g5 alfiere del nero · h5 alfiere del bianco · c4 pedone del bianco · h4 cavallo del nero · b3 pedone del bianco · h3 pedone del bianco · d2 donna del bianco · f2 pedone del bianco · h2 re del bianco · g1 torre del bianco | c8 donna del nero · a7 pedone del nero · b7 pedone del nero · c7 torre del nero · g7 re del nero · d6 pedone del nero · a5 pedone del bianco · c5 pedone del nero · d5 pedone del bianco · e5 pedone del nero · g5 alfiere del nero · h5 alfiere del bianco · c4 pedone del bianco · h4 cavallo del nero · b3 pedone del bianco · h3 pedone del bianco · d2 donna del bianco · f2 pedone del bianco · h2 re del bianco · g1 torre del bianco | 3 |
| 2 | c8 donna del nero · a7 pedone del nero · b7 pedone del nero · c7 torre del nero · g7 re del nero · d6 pedone del nero · a5 pedone del bianco · c5 pedone del nero · d5 pedone del bianco · e5 pedone del nero · g5 alfiere del nero · h5 alfiere del bianco · c4 pedone del bianco · h4 cavallo del nero · b3 pedone del bianco · h3 pedone del bianco · d2 donna del bianco · f2 pedone del bianco · h2 re del bianco · g1 torre del bianco | c8 donna del nero · a7 pedone del nero · b7 pedone del nero · c7 torre del nero · g7 re del nero · d6 pedone del nero · a5 pedone del bianco · c5 pedone del nero · d5 pedone del bianco · e5 pedone del nero · g5 alfiere del nero · h5 alfiere del bianco · c4 pedone del bianco · h4 cavallo del nero · b3 pedone del bianco · h3 pedone del bianco · d2 donna del bianco · f2 pedone del bianco · h2 re del bianco · g1 torre del bianco | c8 donna del nero · a7 pedone del nero · b7 pedone del nero · c7 torre del nero · g7 re del nero · d6 pedone del nero · a5 pedone del bianco · c5 pedone del nero · d5 pedone del bianco · e5 pedone del nero · g5 alfiere del nero · h5 alfiere del bianco · c4 pedone del bianco · h4 cavallo del nero · b3 pedone del bianco · h3 pedone del bianco · d2 donna del bianco · f2 pedone del bianco · h2 re del bianco · g1 torre del bianco | c8 donna del nero · a7 pedone del nero · b7 pedone del nero · c7 torre del nero · g7 re del nero · d6 pedone del nero · a5 pedone del bianco · c5 pedone del nero · d5 pedone del bianco · e5 pedone del nero · g5 alfiere del nero · h5 alfiere del bianco · c4 pedone del bianco · h4 cavallo del nero · b3 pedone del bianco · h3 pedone del bianco · d2 donna del bianco · f2 pedone del bianco · h2 re del bianco · g1 torre del bianco | c8 donna del nero · a7 pedone del nero · b7 pedone del nero · c7 torre del nero · g7 re del nero · d6 pedone del nero · a5 pedone del bianco · c5 pedone del nero · d5 pedone del bianco · e5 pedone del nero · g5 alfiere del nero · h5 alfiere del bianco · c4 pedone del bianco · h4 cavallo del nero · b3 pedone del bianco · h3 pedone del bianco · d2 donna del bianco · f2 pedone del bianco · h2 re del bianco · g1 torre del bianco | c8 donna del nero · a7 pedone del nero · b7 pedone del nero · c7 torre del nero · g7 re del nero · d6 pedone del nero · a5 pedone del bianco · c5 pedone del nero · d5 pedone del bianco · e5 pedone del nero · g5 alfiere del nero · h5 alfiere del bianco · c4 pedone del bianco · h4 cavallo del nero · b3 pedone del bianco · h3 pedone del bianco · d2 donna del bianco · f2 pedone del bianco · h2 re del bianco · g1 torre del bianco | c8 donna del nero · a7 pedone del nero · b7 pedone del nero · c7 torre del nero · g7 re del nero · d6 pedone del nero · a5 pedone del bianco · c5 pedone del nero · d5 pedone del bianco · e5 pedone del nero · g5 alfiere del nero · h5 alfiere del bianco · c4 pedone del bianco · h4 cavallo del nero · b3 pedone del bianco · h3 pedone del bianco · d2 donna del bianco · f2 pedone del bianco · h2 re del bianco · g1 torre del bianco | c8 donna del nero · a7 pedone del nero · b7 pedone del nero · c7 torre del nero · g7 re del nero · d6 pedone del nero · a5 pedone del bianco · c5 pedone del nero · d5 pedone del bianco · e5 pedone del nero · g5 alfiere del nero · h5 alfiere del bianco · c4 pedone del bianco · h4 cavallo del nero · b3 pedone del bianco · h3 pedone del bianco · d2 donna del bianco · f2 pedone del bianco · h2 re del bianco · g1 torre del bianco | 2 |
| 1 | c8 donna del nero · a7 pedone del nero · b7 pedone del nero · c7 torre del nero · g7 re del nero · d6 pedone del nero · a5 pedone del bianco · c5 pedone del nero · d5 pedone del bianco · e5 pedone del nero · g5 alfiere del nero · h5 alfiere del bianco · c4 pedone del bianco · h4 cavallo del nero · b3 pedone del bianco · h3 pedone del bianco · d2 donna del bianco · f2 pedone del bianco · h2 re del bianco · g1 torre del bianco | c8 donna del nero · a7 pedone del nero · b7 pedone del nero · c7 torre del nero · g7 re del nero · d6 pedone del nero · a5 pedone del bianco · c5 pedone del nero · d5 pedone del bianco · e5 pedone del nero · g5 alfiere del nero · h5 alfiere del bianco · c4 pedone del bianco · h4 cavallo del nero · b3 pedone del bianco · h3 pedone del bianco · d2 donna del bianco · f2 pedone del bianco · h2 re del bianco · g1 torre del bianco | c8 donna del nero · a7 pedone del nero · b7 pedone del nero · c7 torre del nero · g7 re del nero · d6 pedone del nero · a5 pedone del bianco · c5 pedone del nero · d5 pedone del bianco · e5 pedone del nero · g5 alfiere del nero · h5 alfiere del bianco · c4 pedone del bianco · h4 cavallo del nero · b3 pedone del bianco · h3 pedone del bianco · d2 donna del bianco · f2 pedone del bianco · h2 re del bianco · g1 torre del bianco | c8 donna del nero · a7 pedone del nero · b7 pedone del nero · c7 torre del nero · g7 re del nero · d6 pedone del nero · a5 pedone del bianco · c5 pedone del nero · d5 pedone del bianco · e5 pedone del nero · g5 alfiere del nero · h5 alfiere del bianco · c4 pedone del bianco · h4 cavallo del nero · b3 pedone del bianco · h3 pedone del bianco · d2 donna del bianco · f2 pedone del bianco · h2 re del bianco · g1 torre del bianco | c8 donna del nero · a7 pedone del nero · b7 pedone del nero · c7 torre del nero · g7 re del nero · d6 pedone del nero · a5 pedone del bianco · c5 pedone del nero · d5 pedone del bianco · e5 pedone del nero · g5 alfiere del nero · h5 alfiere del bianco · c4 pedone del bianco · h4 cavallo del nero · b3 pedone del bianco · h3 pedone del bianco · d2 donna del bianco · f2 pedone del bianco · h2 re del bianco · g1 torre del bianco | c8 donna del nero · a7 pedone del nero · b7 pedone del nero · c7 torre del nero · g7 re del nero · d6 pedone del nero · a5 pedone del bianco · c5 pedone del nero · d5 pedone del bianco · e5 pedone del nero · g5 alfiere del nero · h5 alfiere del bianco · c4 pedone del bianco · h4 cavallo del nero · b3 pedone del bianco · h3 pedone del bianco · d2 donna del bianco · f2 pedone del bianco · h2 re del bianco · g1 torre del bianco | c8 donna del nero · a7 pedone del nero · b7 pedone del nero · c7 torre del nero · g7 re del nero · d6 pedone del nero · a5 pedone del bianco · c5 pedone del nero · d5 pedone del bianco · e5 pedone del nero · g5 alfiere del nero · h5 alfiere del bianco · c4 pedone del bianco · h4 cavallo del nero · b3 pedone del bianco · h3 pedone del bianco · d2 donna del bianco · f2 pedone del bianco · h2 re del bianco · g1 torre del bianco | c8 donna del nero · a7 pedone del nero · b7 pedone del nero · c7 torre del nero · g7 re del nero · d6 pedone del nero · a5 pedone del bianco · c5 pedone del nero · d5 pedone del bianco · e5 pedone del nero · g5 alfiere del nero · h5 alfiere del bianco · c4 pedone del bianco · h4 cavallo del nero · b3 pedone del bianco · h3 pedone del bianco · d2 donna del bianco · f2 pedone del bianco · h2 re del bianco · g1 torre del bianco | 1 |
|   | a | b | c | d | e | f | g | h |   |

Al torneo di Hastings 1895, il più forte disputato fino a quel momento, si classificò 12º su 21 partecipanti. Nel 1898 ottenne il suo più grande successo, vincendo il torneo di Colonia davanti a quindici giocatori, tra cui Charousek, Čigorin, Schlechter, Janowski e Steinitz.
Disputò diversi match: nel 1875 vinse contro John Owen, perse con lo stesso avversario nel 1898; pareggiò con Bird, Mackenzie e Bellingham. Prese parte al match per telegrafo Inghilterra-Stati Uniti, ma fu battuto da Jackson Showalter.
Fu redattore della rubrica scacchistica della rivista The Field, succedendo a Leopold Hoffer, dal 1913 fino alla morte.
Nel torneo di Carlsbad 1911 vinse con Alechin  (vedi la partita) e con Tartakover (vedi la partita).
È famosa una sua partita informale nella quale, in una posizione apparentemente disperata, sacrifica la Donna lasciandola in presa in tre modi diversi (vedi diagramma a destra). Tim Krabbé considera la mossa 33. ...Dg4!! una delle dieci mosse più fantastiche mai giocate, notando che è un raro esempio del tema problemistico Novotný in partita. (vedi la partita)